# Heterokrohnia mirabilis
Heterokrohnia mirabilis är en djurart som tillhör fylumet pilmaskar, och som beskrevs av Ritter-Zahony 1911. Heterokrohnia mirabilis ingår i släktet Heterokrohnia och familjen Eukrohniidae. Inga underarter finns listade i Catalogue of Life.